# 生原秀将
生原 秀将（いくはら しゅうすけ、1994年5月24日 - ）は、バスケットボール選手である。身長180cm、体重80kgで、ポジションはポイントガード。

## 来歴
小学生からバスケを始め、徳島市富田中学校に進学した。当時から生原は徳島県内の学生バスケ界では名が知れた存在だったが、中学校はバスケの強豪校ではなかったため、高校では県外のバスケ強豪校に進む事を考えていたが、最終的には県内の進学校である徳島市立高校を進学先に選んだ。高校では１、２年時にウインターカップ（全国選抜大会）。２、３年時に全国総体出場に出場し、またU-18世代の日本のトップエンデバー（一貫指導選手）に選出されている。高校卒業後は大学バスケの名門筑波大学に進学した。大学の同期には現名古屋ダイヤモンドドルフィンズの満田丈太郎や、現横浜ビー・コルセアーズの小原翼、1学年下には現アルバルク東京の馬場雄大や現サンロッカーズ渋谷の杉浦佑成などがいる。
筑波大学では元日本代表監督の吉田健司の指導を受けて、大きく力を伸ばした。同校の2学年上に卒業後に名古屋ダイヤモンドドルフィンズに入団した笹山貴哉がポイントガードのレギュラーだったため、1,2年次は長いプレイタイムは得られなかったが、3年次からはレギュラーに定着、4年次にはキャプテンを務めると共に、2014～16の全日本大学バスケットボール選手権大会3連覇に貢献。また生原も2015年にはアシスト王、2015,2016の2年連続で優秀選手に選ばれ、平成28年度男子ユニバーシアード日本代表にも選出された。
2017年1月3日には栃木ブレックスにおける初の特別指定選手として選手契約を交わし、2016-17シーズンはリーグ戦11試合、チャンピオンシップ１試合に出場。栃木ブレックスのB1優勝に貢献した。栃木ブレックスに入団した理由として、筑波大学の先輩であるJX-ENEOSサンフラワーズの藤岡麻菜美に相談した時に、｢私は代表でプレーしたいから、そのためには代表がたくさんいるチームに入った。そこでしか味わえない日々の練習の経験がある｣という言葉を聞き、同じポジションに日本人ポイントガードにおいてトップレベルの技術と経験を有する田臥勇太や渡邉裕規が在籍する栃木ブレックスを選んだ。
大学卒業後の2017-18シーズンには、そのまま栃木ブレックスと契約し57試合に出場したが、栃木ブレックスのポイントガードの層は厚く、スターティングメンバーに定着するまではできなかった。シーズン終了後に栃木ブレックスを退団した。
2018-19シーズンはシーホース三河に移籍し、開幕からスターティングメンバーとして出場した。熾烈なプレーオフ出場権争いとなったシーズンの終盤に入ると出場時間が激減した。シーズン通しての成績は、53試合出場、46先発。1試合平均の出場時間は20.3分、3.8得点、2.1アシストだった。このシーズンの1試合平均のファール数は2.1回だった。
2019年6月21日に横浜ビー・コルセアーズに移籍を発表した。 2019-20シーズンは、シーズン途中からスターティングメンバーに定着した。1試合平均の出場時間は21.9分、6.4得点、3.2アシストで5ファウルでの退場が5試合あり、1試合平均ファウル数は前年の平均2.1回から2.6回に増加した
2020-21シーズンは、プロとして初のチームキャプテンに就任し、さらなる飛躍が期待されたが、度重なる故障に泣くシーズンとなった。まず開幕前の2020年8月に練習中に膝蓋骨を骨折、リーグ開幕1ヶ月半後の11月7日に復帰したが、シーズン後半に入り3月20日に左膝脛骨骨の挫傷で離脱、2週間後の4月7日北海道戦で復帰したが、その10日後の17日の渋谷戦で右手舟状骨の骨折で、シーズンの残り試合は全て欠場するとの発表があった30試合の出場で1試合平均の出場時間は22.1分、5.2得点、3.2アシストだった。1試合平均ファウル数は3.2回になった。
2021-22シーズンは前シーズンから継続してチームキャプテンを務めた。シーズン前半はレギュラーポイントガードとしてプレーしたが、チームが9連敗を喫した2021年12月18日の滋賀レイクスターズ戦を最後にスターターから外れた。2022年1月に新型コロナウイルス感染症の陽性判定を受け隔離と療養となった。以後はプレータイムが伸びない試合が続く中、シーズン最終盤の2022年4月30日の茨城ロボッツ戦で側頭部を打撲してチームから離脱した。シーズン成績は、50試合出場21先発で、1試合平均の出場時間は15.9分、3.2得点、2.0アシストだった。シーズン終了後の2022年6月3日に契約満了で横浜ビー・コルセアーズを退団した。
2022年6月8日に、B1信州ブレイブウォリアーズと契約した。

## 人物

### バスケットボールプレイヤーとしての特徴
- バスケ情報サイトHOOPS JAPANは、生原の評価として、高いハンドリング技術で相手を振り切り、ミドルレンジのシュートから3Pシュートまで幅広いアウトサイドシュートを決める得点力、ハードなディフェンス、筑波大のキャプテンを務めたリーダーシップの3点を上げている[15]。
- 生原の目指す理想のポイントガード像は｢弱点のないオールラウンダー｣で、ゲームコントロール能力、ゲームクリエイト、ドライブして切ってゆく力、フリーの選手にボールをさばく力、３ポイントなど外角からの得点力などの向上に努めている[16]。
- 生原は「自分は短い時間で良いパフォーマンスを、ぱっと出せるようなタイプではないです。それは小学生の頃からで、ゲームの流れに乗りながらプレーしていく選手でした」と、プレータイムが安定する環境の方が自分に向いていると話している[17]。
- 大学でずっとキャプテンを務めていた経験から、キャプテンシーはある方だと考えていたが、ブレックスに入ってから声がけなど、プロチームのキャプテンとしてのあり方を田臥勇太に学んだと述べている[18]。
- 生原は自分の持ち味について以下のように述べている。「バスケットボール選手としての得意なプレーは特にはないんです。そこが僕の欠点でもあるけど、逆にいえばメリットでもあると思っています。気持ちでプレーするタイプですね。技術的なところではなくて、気持ちの部分を大事にしながらやっています」「ひとつのプレーに偏らないことです。得意なプレーがある選手だったら、ここぞで、そのプレーが出来る。それはメリットかもしれません。でも、僕にはそれがない。ここぞでやる武器が僕にはないんです。自分の中ではイヤなことなんですけど、逆に考えたら、相手は僕が何をしてくるか分からない。これは武器になるし、得意なプレーがないことのメリットですよね」[18]。「元気なプレーが信条です。他の選手よりもコートをたくさん走り回っているところを見てほしいです」[19]。

### その他
- B.LEAGUEが2019年に実施したバレンタイン投票企画 ｢B.LEAGUE モテ男No.1決定戦｣では、リーグ全体での6位に入賞している[20]。ただ、生原個人としては自分がイケメンだとは思っていないとのこと。生原の中でのNo.1イケメンBリーガーは、同じ横浜のチームメートである牧全だと述べている。生原にとって牧全は学生時代からの憧れの存在であり、同じチームになって実際に話しても、内と外の隔たりがない完璧な人間だと感じたとのこと。生原がこれまでの半生で出会ったあらゆる人間の中で、最も格好いい人間が牧全であると力説している[18]。
- 2019-20シーズンにはチームメイトの牧全と同じように、口ひげ、顎髭を伸ばしてイメチェンを図ったが、間もなく「似合わないことに気付いた」との事で剃り落としている[19]。
- 大学時代から、背番号は46で、可愛がってくれた祖母の命日である４月６日からとっている[21]。

## 記録
| シーズン   | チーム | GP | GS | MPG  | FG%  | 3P%  | FT%  | RPG | APG | SPG | BPG | TO  | PPG |
| ---------- | ------ | -- | -- | ---- | ---- | ---- | ---- | --- | --- | --- | --- | --- | --- |
| B1 2016-17 | 栃木   | 11 | 0  | 7.1  | .393 | .375 | .600 | 0.8 | 0.2 | 0.0 | 0.1 | 0.5 | 3.0 |
| B1 2017-18 | 栃木   | 57 | 0  | 17.6 | .389 | .330 | .818 | 1.3 | 1.1 | 0.3 | 0.1 | 0.6 | 5.1 |
| B1 2018-19 | 三河   | 53 | 46 | 20.3 | .346 | .275 | .750 | 2.2 | 2.1 | 0.5 | 0.1 | 0.8 | 3.8 |
| B1 2019-20 | 横浜   | 40 | 21 | 21.9 | .336 | .320 | .804 | 2.1 | 3.2 | 0.6 | 0.1 | 1.1 | 6.4 |
| B1 2020-21 | 横浜   | 30 | 28 | 22.1 | .312 | .257 | .793 | 2.1 | 3.2 | 1.0 | 0.0 | 0.9 | 5.2 |
| B1 2021-22 | 横浜   | 50 | 21 | 15.9 | .333 | .286 | .848 | 1.3 | 2.0 | 0.6 | 0.1 | 0.8 | 3.2 |

## ギャラリー

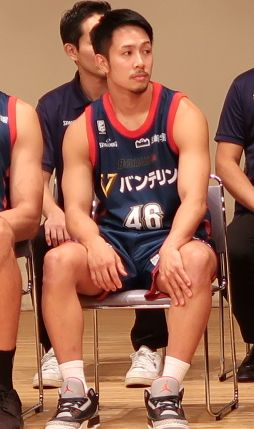
2019年9月23日撮影
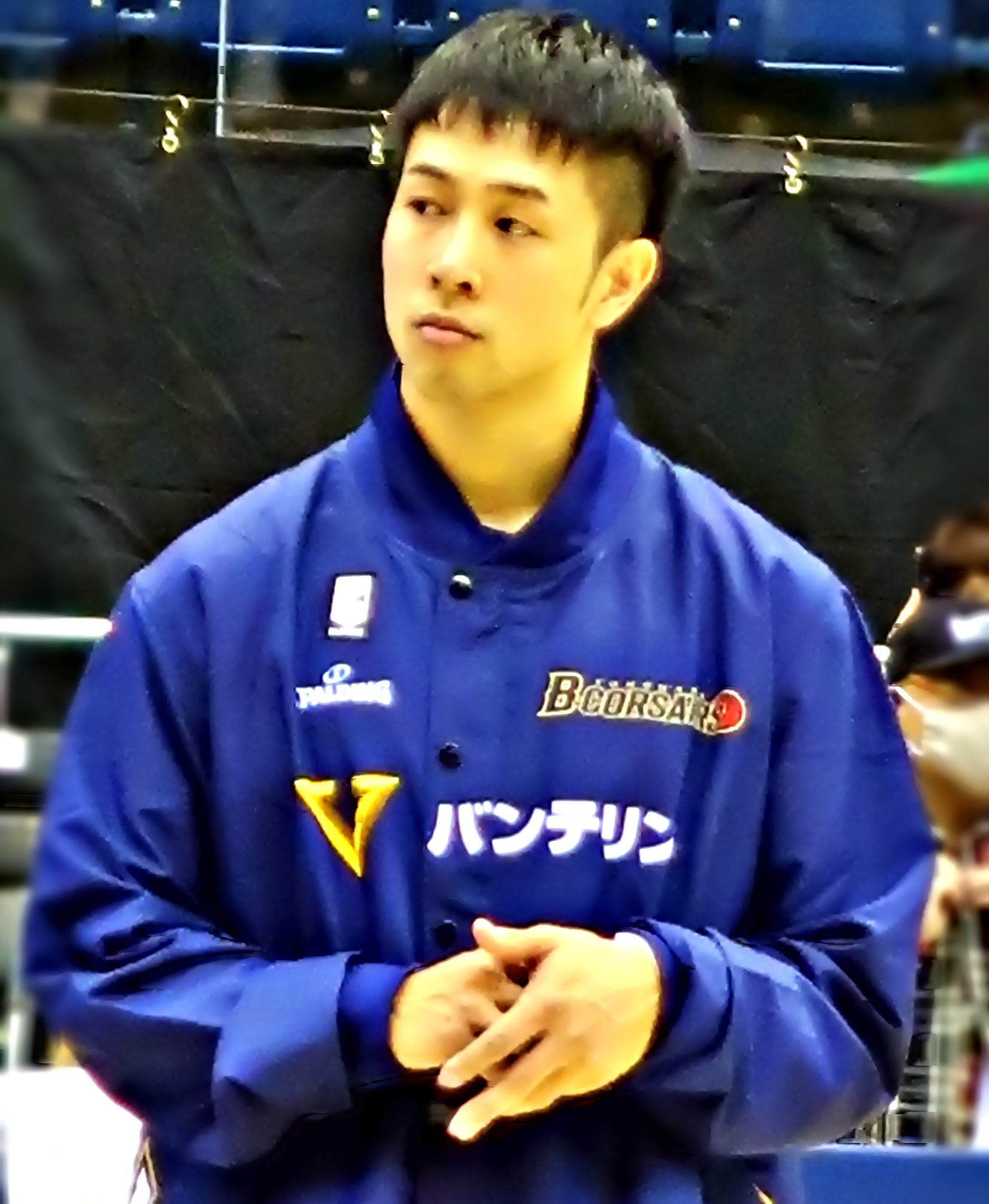
2020年10月18日撮影